# 戴立忠
戴立忠（1968年7月—），湖南宁乡人，汉族，无党派人士。中华人民共和国政治人物、第十三届全国人民代表大会湖南地区代表。

## 生平
2018年2月24日，当选为第十三届全国人大代表。